# Nördliches und Mittleres Wietingsmoor, Freistätter Moor und Sprekelsmeer
Das Nördliche und Mittlere Wietingsmoor, Freistätter Moor und Sprekelsmeer ist ein Naturschutzgebiet in den niedersächsischen Städten Twistringen und Sulingen, der Gemeinde Ehrenburg in der Samtgemeinde Schwaförden, den Gemeinden Wehrbleck und Freistatt in der Samtgemeinde Kirchdorf und den Gemeinden Eydelstedt und Drentwede in der Samtgemeinde Barnstorf im Landkreis Diepholz.

## Allgemeines
Das Naturschutzgebiet mit dem Kennzeichen NSG HA 249 ist circa 2789 Hektar groß. Es ist vollständig Bestandteil des knapp 2.816 Hektar großen FFH-Gebietes „Wietingsmoor“ und zu einem großen Teil Bestandteil des aus vier Teilflächen bestehenden, 12.648 Hektar großen EU-Vogelschutzgebietes „Diepholzer Moorniederung“. Im Norden grenzt das Naturschutzgebiet teilweise an das Landschaftsschutzgebiet „Nördliches Wietingsmoor“, im mittleren Bereich teilweise an die Landschaftsschutzgebiete „Weddigeloh“ und „Sprekelsmeer“ und im Südosten an das Landschaftsschutzgebiet „Wackelberge und angrenzende Landschaftsteile“. Das Gebiet steht seit dem 2. November 2018 unter Naturschutz. In ihm sind die bisherigen Naturschutzgebiete „Nördliches Wietingsmoor“, „Mittleres Wietingsmoor“, „Freistätter Moor“ und „Sprekelsmeer“ sowie durch die Anpassung von Grenzverläufen auch kleine Teile des Landschaftsschutzgebietes „Weddigeloh“. aufgegangen. Zuständige untere Naturschutzbehörde ist der Landkreis Diepholz.

## Beschreibung
Das Naturschutzgebiet liegt südlich von Twistringen. Es stellt mehrere Hochmoorgebiete unter Schutz, die in der Vergangenheit großflächig abgetorft wurden. Große Teile der ehemaligen Abbauflächen wurden wiedervernässt, so dass sie sich regenerieren können. Sie werden vielfach von offenen und überwiegend gehölzfreien Hochmoorbereichen geprägt. Teilweise sind feuchte und torfmoosreiche Wollgrasrasen und Moorheiden zu finden. Weiterhin werden große Teile des Naturschutzgebietes von Moorwäldern eingenommen. Insbesondere an trockeneren Standorten sind auch Pfeifengraswiesen ausgebildet. Stellenweise sind Hochmoorflächen nicht abgetorft worden. Im Norden des Naturschutzgebietes gibt es mehrere Moorkolke. Insbesondere Randbereiche des abgetorften Hochmoores wurden kultiviert und werden als Grünland genutzt. Diese dienen auch als Puffer zu den außerhalb des Naturschutzgebietes liegenden, intensiv genutzten Flächen. Im Nördlichen Wietingsmoor reichen die Grünlandflächen teilweise in zentrale Bereiche des Moores hinein. Das Freistätter Moor wird zu großen Teilen von Grünlandflächen geprägt.
Die wiedervernässten Abbauflächen und erhalten gebliebenen Hochmoorreste beherbergen teilweise hochmoortypische Vegetation mit Scheidigem Wollgras, Glocken- und Rosmarinheide und Moosbeere. In torfmoosreichen Seggenrieden siedeln Braun- und Schnabelsegge. Torfmoor-Schlenken beherbergen unter anderem Rundblättrigen und Mittleren Sonnentau.
Die Moorwälder werden von Moorbirke und Waldkiefer geprägt. Sie verfügen vielfach über einen hohen Anteil an Alt- und Totholz. Im Unterwuchs siedeln Torfmoose, Scheidiges und Schmalblättriges Wollgras, Rosmarinheide und Moosbeere.
Stillgewässer wie die Moorkolke und das Sprekelsmeer, ein Schlatt, sind von Verlandungszonen u. a. mit Torfmoosen, Schnabelsegge und Schmalblättrigem Wollgras umgeben.
Das Naturschutzgebiet beherbergt eine Vielzahl von an die Lebensräume angepasste Tierarten, darunter Tagfalter wie der Hochmoorbläuling, Nachtfalter wie der Graslins Sackträger, Libellen wie Hochmoormosaikjungfer, Kleine Moosjungfer, Speerazurjungfer und Mondazurjungfer. Amphibien und Reptilien sind z. B. durch Moorfrosch und Schlingnatter vertreten. Es ist auch Lebensraum verschiedener Vogelarten, darunter Graugans, Löffelente, Knäkente, Reiherente, Zwergtaucher, Rotmilan, Kiebitz, Uferschnepfe, Flussregenpfeifer, Wachtel, Neuntöter, Pirol, Heidelerche, Schafstelze, Steinschmätzer, Gartenrotschwanz und Braunkehlchen. Als Gastvögel, teilweise sind es durchziehende Vögel, kommen neben anderen Waldsaatgans, Blässgans, Zwergschwan, Singschwan, Grünschenkel, Zwergschnepfe, Kampfläufer, Bekassine, Bruchwasserläufer und Dunkelwasserläufer vor. Die Grünlandflächen sind Nahrungshabitat und die Wasserflächen Schlafplatz für Kraniche.

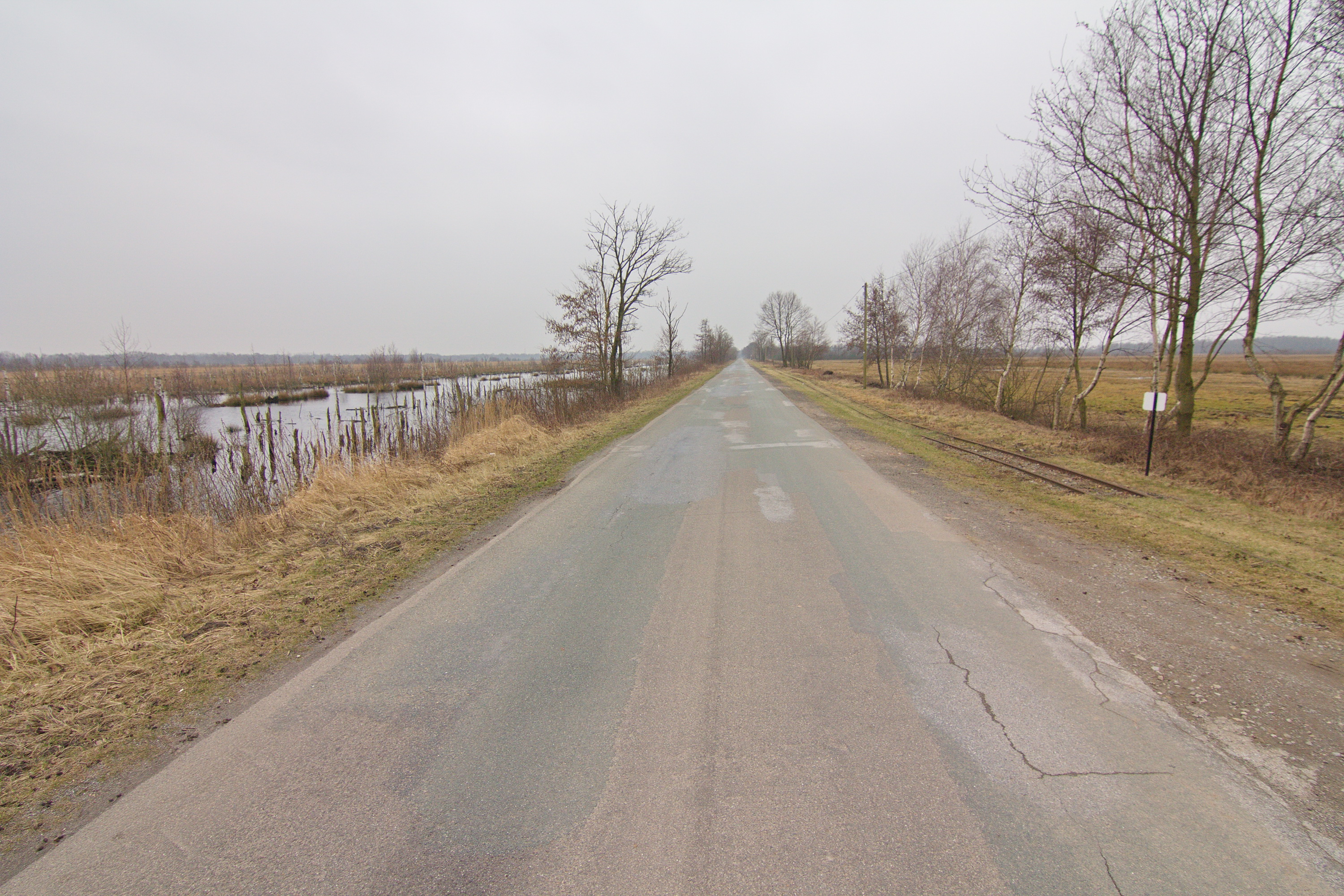
Straße zwischen Freistatt und Heimstatt

Das Moor wird unter anderem zur im Westen des Nördlichen Wietingsmoor verlaufenden Bargeriede und Tuske, zum östliche des Nördlichen Wietingsmoor verlaufenden Schweringshauser Bach und über Flöte mit Moorkanal, die das Nördliche Wietingsmoor durchzieht und den aus dem Freistätter Moor kommenden Freistätter Moorkanal entwässert.
Durch das Naturschutzgebiet verlaufen mehrere öffentliche Straßen, darunter die Kreisstraße 38, die durch das Nördliche Wietingsmoor verläuft, die Kreisstraße 43 zwischen Nördlichem Wietings- und Freistätter Moor und die Straße zwischen Freistatt und Heimstatt, die zwischen dem Freistätter und dem Mittleren Wietingsmoor verläuft. Weiterhin verlaufen im Naturschutzgebiet teilweise zugängliche Wirtschaftswege.